# Pierre Broué
Pierre Broué (Privas, Ardèche, 8 de mayo de 1926-Grenoble, Isère, 26 de julio de 2005) fue un historiador y militante trotskista francés.

## Vida militante
Doctor en Letras, fue igualmente militante sindical en el mundo de la enseñanza; fue profesor en la región parisina y posteriormente en el Instituto de Estudios Políticos de Grenoble.
Nacido en una familia de tradición republicana, su primer compromiso político tiene lugar durante la ocupación de Francia por la Alemania nazi, encuadrado en las Juventudes del entonces clandestino Partido Comunista Francés, del que acaba por ser expulsado. Estaba ya influenciado por León Trotski, cuya obra descubrió en casa de uno de sus profesores de Historia, Elie Reynier. Este último era militante de la CGT, en le FEN (Federación de Educación Nacional) con Pierre Monatte y en la Liga de los Derechos del Hombre; en el verano de 1940, el antiguo militante-pedagogo es sometido a vigilancia domiciliaria, e invita al bachiller a rebuscar en su biblioteca, sumergiéndose así en los libros de Marc Bloch, de Georges Lefebvre y en la Historia de la Revolución rusa de León Trotski. 
Se traslada a París para iniciar estudios de khâgne. En esos momentos se compromete con la Resistencia. Tras haber contactado con los MUR (Movimientos Unidos de Resistencia, que agrupan tanto a gaullistas como a socialistas), Pierre Broué, que quiere combatir más resueltamente, se adhiere a una célula del PCF (Partido Comunista Francés). Molesto por los cambios de chaqueta posteriores durante la Liberación, interviene en su célula contra la consigna «À chacun son boche» (para cada cual su alemán) y es expulsado de la misma acusado de trotskysta, lo que todavía no es.
En 1944, reencuentra a los militantes del Partido Comunista Internacionalista IV Internacional (PCI), de Michel Raptis alias Pablo, en vías de reconstitución, por la fusión de las dos corrientes del POI (Partido Obrero Internacionalista) y los CCI (Comités Comunistas Internacionalistas), con unos 700 militantes, y pasa a militar en el partido. Será durante más de 40 años uno de los intelectuales más importantes de la corriente Lambertista, inspirada por Pierre Boussel en el seno del movimiento trotskysta.
A fines de los años 1940, es uno de los dirigentes de las Juventudes Comunistas Internacionalistas, y formará parte de una delegación para un campo de trabajo en Yugoslavia, por esas fechas enfrentada a la URSS. Pierre Broué forma parte de la mayoría que, junto a Guillermo Lora, Marcel Bleibtreu, Pierre Lambert y Daniel Renard, se opone a Pablo, que desea forzar al PCI a enterrar sus posiciones y su historia para tracticar el entrismo en el Partido Comunista Francés, por lo que es expulsado de la IV Internacional en 1952. En esta época, Pierre Broué, convertido en profesor de instituto, se aleja del departamento del Ardèche, para enseñar en Nyons en el Drôme, yendo después a Beaune en Côte-d'Or, y posteriormente a Montereau. En 1953, presenta su tesis de diplomado en Estudios Superiores, consagrado a un historiador del departamento del Ardèche de la Revolución francesa, Paul Mathieu Laurent, titulada Un Saint-Simonien dans l'arène politique: Laurent de l'Ardèche, 1848-1852. Este último se había propuesto en 1828 refutar la historia oficial sobre la Revolución. Es el primer trabajo histórico importante de Pierre Broué, que se firmará ese mismo año su primer manifiesto para la Organización Comunista Internacionalista (OCI) sobre la situación en Bolivia.
El grupo de excluidos, que se separa también de Marcel Bleibtreu, Michel Lequenne y de algunos otros en 1955, se convierte en el "Grupo Lambert", con reducidos efectivos (50 personas). Pero el grupo está en contacto con personalidades como Messali Hadj, algunos dirigentes de Force Ouvrière o incluso André Marty, dirigente que acaba de ser expulsado del Partido Comunista. Durante los años siguientes, Broué es con Robert Chéramy uno de los principales responsables del PCI en el Sindicato Nacional de Enseñantes de Secundaria (SNES), inicialmente en su mayoría, pero luego en la tendencia Escuela emancipada, de la que es en 1964 cabeza de lista en su disciplina. 
En 1965, se dirige hacia la enseñanza universitaria y se convierte primero en asistente y luego en profesor de Historia Contemporánea en el Instituto de Estudios Políticos de Grenoble, en 1965-66. Organiza la OCI en la región y forma una generación de militantes, que tras mayo de 1968 se encontrarán en la UNEF-US (y organizaciones cercanas como la AJS y la FER) y más tarde para algunos en el Partido Socialista Francés. 
En 1969, es uno de los protagonistas de la escisión de la Escuela emancipada, entre la Escuela emancipada corriente histórica y la Escuela emancipada Frente Único Obrero (FUO), dirigida por la OCI. Posteriormente forma parte del Comité de Organización para la Reconstrucción de la IV Internacional. Pero agobiado y cada vez menos conectado con Lambert, abandona el Bureau político en 1973 y el Comité Central de la OCI en 1975. Se mantiene sin embargo como una figura de primer plano en una organización que con 6.000 militantes es de lejos la primera fuerza política de la extrema izquierda, con una red de militantes ocultos en el Partido Socialista Francés, como Lionel Jospin, y también en la LCR. La OCI lucha por la unión entre el Partido Socialista y el Partido Comunista en un Frente Único Obrero.
Es expulsado del PCI, la organización sucesora de la OCI en 1982, en mayo de 1989. Anima desde 1990 la revista Le Marxisme aujourd'hui y ha colaborado en Démocratie & Socialisme.
Es el padre del matemático Michel Broué, nacido en 1946 de Simone Charras, hija de un profesor del instituto femenino de Privas, del que su madre era directora. El padre de Pierre Broué era funcionario dedicado al control de impuestos.

## El historiador
Sus documentadas contribuciones a la Historia del movimiento obrero y socialista se cuentan entre las más importantes de la segunda mitad del siglo XX.
Paralelamente, continúa con su trabajo de historiador y publica La revolución y la guerra en España, de la que escribe su primera parte, la que abarca hasta el aplastamiento de la revolución en la España republicana. Émile Témime, historiador de la ciudad de Marsella y de sus migraciones, escribe la segunda parte, que trata sobre la época siguiente a la tentativa revolucionaria, hasta la derrota ante los franquistas. El conjunto se publica en 1961 en Éditions de Minuit. Con él comienza una serie de grandes libros, a los que hay que añadir reediciones y prefacios, desde el ABC del comunismo de Bujarin y Preobrajensky, a los Soviets en Rusia de Oscar Anweiler en la NRF en 1972, pasando por el dosier de los Procesos de Moscú publicado por Julliard en 1964 y el de la Cuestión china en la Internacional Comunista, editado por EDI en 1965, y un principio de edición de todos los textos de sus Congresos (dos volúmenes aparecidos en 1969 y 1970, publicados por EDI).
En 1963 publica Le parti bolchevique, donde explica la eliminación de la generación de Lenin por los estalinistas, que convierten al Partido Comunista ruso en algo que no tiene ya nada que ver con el partido revolucionario que fue en 1917. Profundiza en los crímenes del estalinismo y en sus errores, ya apuntados en su obra de 1961.
En 1967 aparece, editado por Minuit, Le mouvement communiste en France, selección de artículos de León Trotski sobre Francia, con un importante aparato crítico, acompañado de presentaciones de Pierre Broué. En 1969, su tercera esposa, Andrée, con la que tiene cuatro hijos, traduce, igualmente editado por Minuit, el primer tomo de La revolución rusa del historiador británico Edward Hallet Carr, lo que no puede ser disociado de los trabajos de su esposo.
En 1972 publica su obra cumbre, La révolution en Allemagne (1917-1923), que fue igualmente su tesis, lograda a pesar de la hostilidad política de la presidenta del jurado Annie Kriegel, en la que presenta la realidad de los enfrentamientos revolucionarios en el corazón de Europa.
Funda en 1977 el Instituto León Trotsky, con numerosos militantes británicos o con historiadores como Michel Dreyfus, que se marca como objetivo la edición de las obras completas de Trotski y la publicación de Cahiers Léon Trotsky; 27 volúmenes de obras llegaron a aparecer en vida de Broué. En 1980, Pierre Broué fue uno de los primeros en acceder a la Hougthon Library de Harvard (Estados Unidos), cuando fueron abiertos los archivos de Trotski. En esos años, invitado por la Facultad de Ciencias Políticas de la Universidad Nacional Autónoma de México, impartió un seminario intensivo en la División de Estudios de Posgrado. Fue un profesor y conferenciante muy querido en los círculos de izquierda mexicanos.
Sin detener su trabajo sobre el estalinismo, seguía los acontecimientos de la historia mundial. Escribió obras sobre el "putsch de Moscú" en 1991, sobre “el Brasil de Collor” y del Partido dos Trabalhadores (de Brasil), sobre la antigua URSS, sobre el antaño movimiento comunista internacional.
Escribió igualmente Meurtres au maquis, libro que trata sobre el asesinato de trotskystas en el maquis de Haute-Loire, perpetrado por los estalinistas franceses, conjuntamente con Raymond Vacheron. 
Su última gran obra fue Histoire de l'Internationale Communiste, 1919-1943, que se nutría de la apertura de los archivos de la URSS.

## Cita
"Si los trotskystas hubiesen sido «sectarios» impenitentes o unos «soñadores» utópicos, desconectados de la realidad, ¿realmente puede creerse que hubiese sido necesario, para acabar con su existencia -que era en sí misma una forma de resistencia- masacrarlos hasta el último en Vorkouta?. Sobre los millones de internos liberados de los campos de concentración tras la muerte de Stalin, (...) los trotskystas supervivientes pueden contarse con los dedos de una sola mano. ¿Eso es verdaderamente por azar?." Fuente: Cahiers Léon Trotsky n°6, 1980